# Vladimir Curbet
Vladimir Curbet (n. 5 decembrie 1930, Susleni, raionul Orhei, județul Orhei, România – d. 8 decembrie 2017, Chișinău, Republica Moldova) a fost coregraf, etnograf și folclorist din Republica Moldova, Prim maestru de balet și conducător artistic al Ansamblului academic de Stat de dansuri populare „Joc” (1957-2017).
În semn de recunoștință pentru activitatea sa artistică, Guvernul Republicii Moldova a organizat funeraliile acestuia, pe data de 13 decembrie 2017. La funeralii a participat și Președintele Republicii Moldova, Igor Dodon.
La 8 decembrie 2018, la un an de la decesul coregrafului, Poșta Moldovei a lansat un timbru (însoțit de o ilustrată maximă⁠(d) și un plic „Prima zi”⁠(d)) în memoria acestuia.